# GIV-6544
La GIV-6544 és una carretera antigament anomenada provincial, actualment gestionada per la Generalitat de Catalunya. Les lletres GI corresponen a la demarcació territorial de Girona i la V al seu antic caràcter de veïnal.
Té l'origen a la carretera GIP-6543 a prop i al sud del Mas Xinxer i a ponent del camp de futbol de Calella de Palafrugell, des d'on arrenca cap al sud-est per anar a buscar el costat de ponent del Mas Roig. Poc després entra en el nucli urbà de Calella de Palafrugell, on es converteix en el Carrer de la Gavina, a través del qual arriba a l'Avinguda del Mar, o GIV-6546, uns cent metres al nord-oest de la Plaça del Doctor Trueta, entre Llafranc i Calella de Palafrugell.